# گردنه اسدآباد

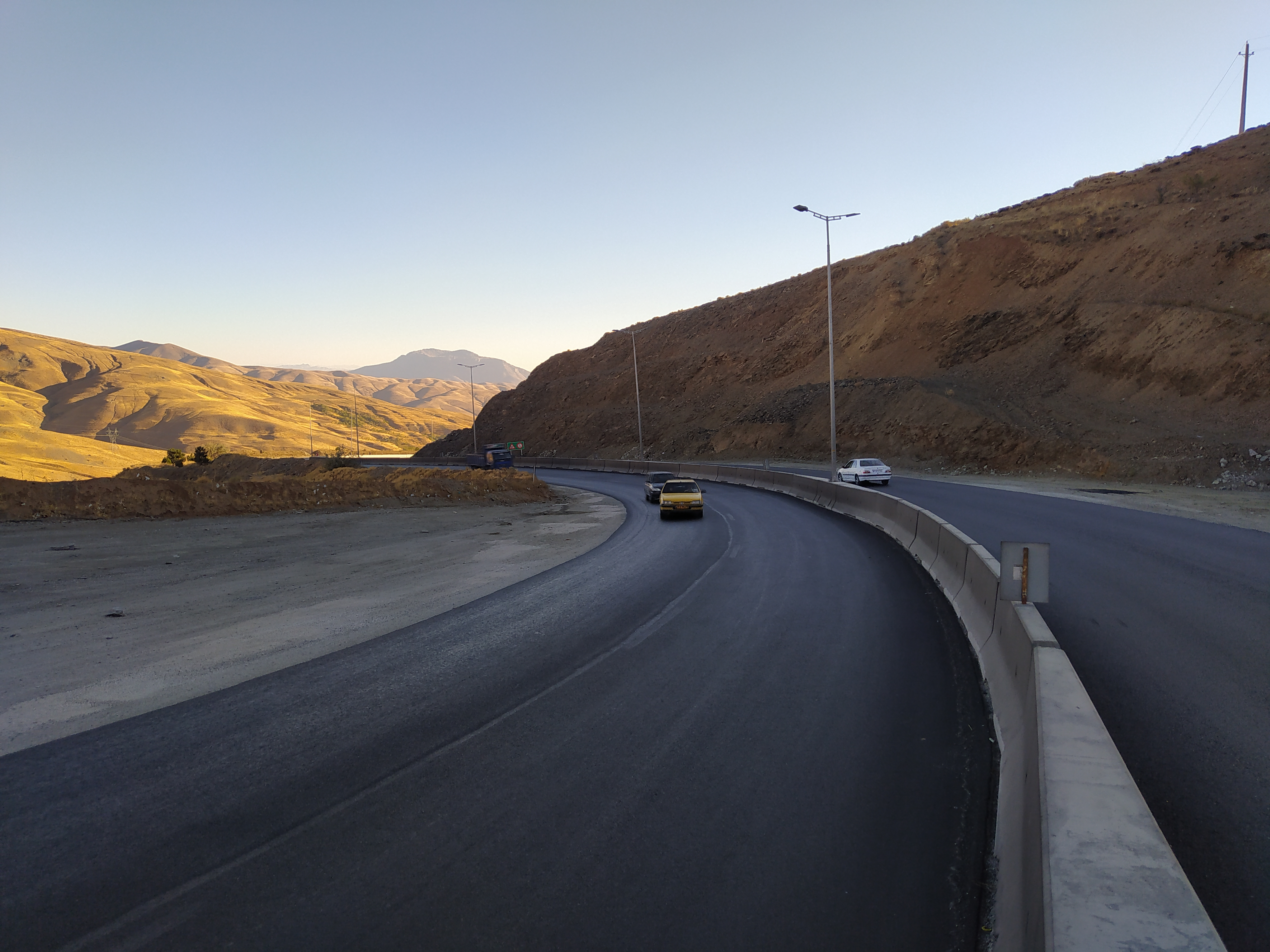

گردنهٔ اسدآباد یکی از گردنه‌های معروف کوه الوند در استان همدان است. این گردنه مابین شهرستان همدان و کرمانشاه واقع شده و ارتفاع آن به ۲۲۴۱ متر می‌رسد. این جاده پر ترافیک ترین جاده غرب کشور و یکی از گردنه های برفگیر و حادثه خیز کشور است.
کیومرث سرمدی واله از خروج نام گردنه اسدآباد از لیست ۱۰ جاده مرگبار و پرحادثه کشور خبر داد  و گفت:بعد از اجرای پروژه نصب نیوجرسی در  محور گردنه اسدآباد به عنوان یکی از محورهای حادثه خیز استان و کشور خوشبختانه آمار تصادفات بزرگ و منجر به مرگ در این محور حادثه خیز حذف شده و به صفر رسیده و همین امر گردنه اسدآباد را از لیست ۱۰ جاده مرگبار کشور خارج کرده است.
وی اظهار کرد:گردنه اسدآباد در حوادث جاده‌ای جزو ۱۰ جاده خطرناک کشور به شمار می‌رفت و هرساله در این‌ محور شاهد سوانح و تصادف فوتی و جرحی متعدد  دلخراشی بودیم که  برای کاستن حوادث و خطرات این محور برنامه‌های کوتاه مدت و بلندمدتی پیش بینی شده است.

سرمدی واله  با اشاره به در دست اجرا بودن طرح  ۱۵ کیلومتری ایمن سازی،تعریض و  جداسازی لاین رفت و برگشت گردنه اسدآباد با نیوجرسی از راهدارخانه به سمت همدان به عنوان برنامه کوتاه مدت برای کاهش خطرات و حوادث  گردنه اسدآباد، اظهار کرد:از ۱۵ کیلومتر جداسازی لاین رفت و برگشت گردنه با نیوجرسی و تعریض و انتقال روشنایی به وسط جاده  ۳ تا ۴ کیلومتر دیگر باقی مانده که راه و شهرسازی موظف به تکمیل مابقی طرح در اسرع وقت است.